# Hadiadó
A hadiadó (latinul: subsidium) háborús kiadások fedezetére, az állampolgárokra, esetleg a megszállott területek lakóira kirótt adó. 

## Hadiadó Magyarországon

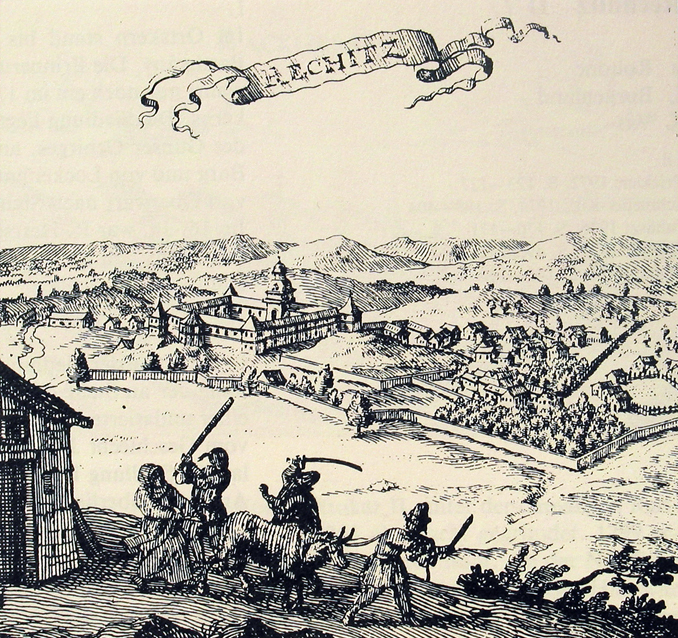
Császári zsoldosok porciót szednek

Magyarországon  Károly Róbert (uralkodott: 1308 - 1342) kezdte el a rendkívüli hadiadó szedését. Ez az állami adónem portánként egy forint befizetésével sújtotta a lakosságot. Az adót évente kétszer is beszedhették. Mivel az éves többszöri fizetés nagyon érzékenyen érintette a már amúgy is túlterhelt jobbágyokat, ezért Mátyás halála után nem szedték rendszeresen a rendkívüli hadiadót.
A 16-17. században a törökök elleni hadjáratok és a végvárak fenntartásának költségeire szedték a hadiadót.
Miután a törököt véglegesen kiűzték a Temesközből, 1715-től, tehát az állandó hadsereg létrehozásától egészen 1848-ig rendszeres adónemmé vált. Eleinte élelemmel vagy takarmánnyal is leróhatták adójukat a jobbágyok. Ez volt az úgynevezett porció, amit pénzben és természetben is fizettek. Az adó mértékét előre meghatározták, majd a beszedendő mennyiséget megyénként és helységenként felosztották. A lakosság vagyonát számba vevő összeírásoknak köszönhetően az adó hozzávetőlegesen egyenlő mértékben sújtott minden jobbágyot. A természetben fizetett porció legsúlyosabb terhekkel járó formája katonatartás volt. Ez tulajdonképpen a jobbágynál lakó katona (oralis porció) és lova (equilis porció) ellátását jelentette.
A 20. században is megjelent ez a fajta adónem, ekkor már hadikölcsön néven. Ilyen hadikölcsön volt a tervkölcsön békekölcsön is.